# Nogometni/Fudbalski Savez Bosne i Hercegovine
Der Bosnisch-herzegowinische Fußballverband (bosnisch Nogometni/Fudbalski Savez Bosne i Hercegovine, kurz NFSBIH) ist der Fußballverband von Bosnien und Herzegowina mit Sitz in Sarajevo. Der Fußballverband wurde 1992 gegründet und 1996 erstmals Mitglied des Weltfußballverbandes FIFA. Bis 1992 gehörte der Fußballverband zum Jugoslawischen Fußballverband.

## Historie
Vor der Unabhängigkeit (1903–1992)
Der Fußball erreichte Bosnien und Herzegowina zu Beginn des 20. Jahrhunderts, wobei Sarajevo (1903) und Mostar (1905) die ersten Städte waren, die es annahmen. Als sich der Sport ausbreitete, folgten als nächstes Banja Luka, Tuzla, Zenica und Bihać sowie zahlreiche kleinere Städte. Als der offizielle Wettbewerb 1908 begann, stand das Land unter österreichisch-ungarischer Herrschaft. Bei Ausbruch des Ersten Weltkriegs gab es in Sarajevo fünf Clubs, vier nach religiöser und ethnischer Zugehörigkeit: Hrvatski ŠK als bosnisch-kroatisch, Srpski ŠK mit bosnischen Serben, Muslimanski ŠK als bosniakisch und Židovski ŠK, als bosnisch-jüdischer Verein; während nur der Arbeiterklub RŠD Hajduk multiethnisch war. Neben den in Sarajevo ansässigen Clubs gab es ungefähr 20 außerhalb der Hauptstadt. Die Gründung des Königreichs Jugoslawien nach 1918 brachte eine Zunahme der Zahl der Ligen mit sich, und bald wurde eine nationale Meisterschaft mit zwei Mannschaften aus Bosnien und Herzegowina sowie den Meistern der Fußballunterverbände von Banja Luka und Sarajevo organisiert. 1920 wurde der direkte Vorgänger des Fußballverbandes von Bosnien-Herzegowina als Sarajevo-Fußballunterverband gegründet. Die einheitliche Meisterschaft lief bis 1939/40.
Der Fußballverband von Bosnien und Herzegowina wurde nach dem Zweiten Weltkrieg gegründet und dem Jugoslawischen Fußballverband angeschlossen.
Die besten Mannschaften von Bosnien und Herzegowina waren zu dieser Zeit FK Sarajevo, FK Željezničar Sarajevo, FK Velež Mostar, FK Sloboda Tuzla, NK Čelik Zenica und FK Borac Banja Luka. Die Mannschaften spielten in der ersten sowie zweiten jugoslawischen Liga samt des jugoslawischen Pokalwettbewerbes mit mäßigem bis gutem Erfolg. Während dieser Spielzeiten traten einige der bis heute besten Spieler aus dem bosnischen Raum an. Hierbei handelte es sich um Predrag Pašić, Vahid Halilhodžić, Davor Jozić, Safet Sušić, Josip Katalinski, Faruk Hadžibegić, Ivica Osim, Asim Ferhatović, Blaž Slišković, Mehmed Baždarević, Dušan Bajević, Edhem Šljivo, Enver Marić und viele weitere. Die Spieler wurden aufgrund ihres Talentes, sowie ihrer herausragenden Spielfreudigkeit ausgewählt, um die Fußballnationalmannschaft von Jugoslawische Fußballnationalmannschaft zu vertreten.
Nach der Unabhängigkeit (1992 – heute)
In der Saison 1997/98 traten zum ersten Mal sowohl bosniakische als auch bosnisch-kroatische Vereine gegeneinander an. Zuvor liefen die Ligen strikt nach ethnischen Gesichtspunkten getrennt. Die bosnisch-serbischen Vereine traten 2002 dem bis heute stattfindenden einheitlichen Ligasystem bei.
Vereinigung der nationalen Premijer Liga (Mai 2002)
Im Mai 2002 wurde der Fußballverband von Bosnien und Herzegowina vereint. Die Vereinigung umfasste die bis dato beiden bosnischen Fußballverbände, den Fußballverband der Föderation Bosnien und Herzegowina mit Sitz in Sarajevo und den Fußballverband der Republika Srpska mit Sitz in Banja Luka. Die vereinte Premijer Liga von Bosnien und Herzegowina, die Vereine aus beiden Entitäten umfasst, startete ab der Saison 2002/03 und ist bis heute aktiv. Die Fußballverbände aus den beiden Entitäten haben nach wie vor einen eigenen Verband.
Die FIFA suspendiert den bosnischen Fußballverband
Am 1. April 2011 gaben UEFA und FIFA die Suspendierung des Fußballverbands von Bosnien und Herzegowina mit sofortiger Wirkung bekannt. Die UEFA und die FIFA haben sich dazu entschieden, weil der Verband das neue UEFA-Statut nicht befolgt hat, nämlich die Regel, wonach die Organisation von einem einzigen Präsidenten geführt werden muss. Der bosnische Verband hatte zuvor jeweils drei Präsidenten, einen für jede der konstituierenden nationalen Ethnien: Bosniaken, bosnische Serben und bosnische Kroaten, wie es beim Abkommen von Dayton der Fall war. Die Suspendierung wurde am 30. Mai 2011 aufgehoben, nachdem das neue Statut von allen drei ethnischen Gruppen einstimmig angenommen wurde. Die Sperre dauerte zwei Monate.
In den vergangenen Jahren haben sich einige bosnische Spieler lautstark gegen die damaligen Führer des bosnischen Fußballverbands ausgesprochen, die eher aufgrund ihrer ethnischen Zugehörigkeit als wegen ihrer beruflichen Qualifikationen gewählt oder ernannt wurden. Fans boykottierten die Spiele oft oder zeigten bei den Spielen, an denen sie teilnahmen, Anti-Verbands-Banner. 13 bosnische Nationalmannschaftsspieler (Zvjezdan Misimović, Berberović, Grujić, Bartolović, Mirko Hrgović, Zlatan Bajramović, Saša Papac, Emir Spahić, Milenković, Grlić, Bešlija, Kenan Hasagić und Tolja) veröffentlichten eine Erklärung, die in der Tageszeitung Dnevni avaz veröffentlicht wurde, und kündigten an, dass sie alle Spiele der Nationalmannschaft boykottieren, bis die vier Verbands Funktionäre – Milan Jelić, Iljo Dominković, Sulejman Čolaković und Ahmet Pašalić zurücktreten. „Wir werden keine Einberufungen in die Nationalmannschaft mehr annehmen, während diese Leute diese Funktionen ausüben, in der Hoffnung, dass unsere Geste den ersten Schritt zur Heilung dieses Krebses in unserem Fußball und einen Neuanfang für die Bosnisch-herzegowinische Fußballnationalmannschaft darstellt, für die unsere Herzen schlagen.“ wurde es aus dem Brief zitiert. Ein neues Team musste zusammengestellt werden, um die Qualifikation für die Fußball-Europameisterschaft 2008 fortzusetzen. Die ehemaligen Stürmer Sergej Barbarez und Elvir Bolić waren die lautstärksten gegen die Korruption im bosnischen Verband, die in zahlreichen Fernsehsendungen auftraten und ihre tiefe Frustration über die Situation im bosnischen Fußball zum Ausdruck brachten.
FIFA setzt Normalisierungsausschuss ein (April 2011 – Dezember 2012)
Vom 1. April 2011 bis Dezember 2012 wurde der bosnische Fußballverband (NSBiH) von einem von der FIFA auferlegten Normalisierungsausschuss mit dem großen Fußballstar Ivica Osim an der Spitze geleitet, der dazu beitrug, die von der FIFA verhängte Suspendierung des bosnischen Fußballs aufzuheben.
Weitere Mitglieder des Normalisierungsausschusses waren die ehemaligen Fußballspieler und Manager: Faruk Hadžibegić, Dušan Bajević, Sergej Barbarez und Jasmin Baković. Nach Ansicht vieler Fußballbegeisterter war dies eine willkommene Abwechslung für den Fußball im Land. Einer der Entlassenen war der ehemalige Generalsekretär des Verbandes Munib Ušanović, der wegen Steuerhinterziehung und illegaler Veruntreuung von Verbandsgeldern erfolgreich strafrechtlich verfolgt wurde. Munib Ušanović wurde gemeinsam mit Miodrag Kureš wegen Steuerhinterziehung zu fünf Jahren Haft verurteilt.
Elvedin Begić zum ersten Einzelpräsidenten gewählt (Dezember 2012)
Am 13. Dezember 2012 wählten Mitglieder des Fußballverbands von Bosnien und Herzegowina Elvedin Begić für die nächsten vier Jahre zum neuen ersten Einzelpräsidenten des Verbandes. Herr Begić war vor dieser Position Vizepräsident des Normalisierungsausschusses.
UEFA-Präsident eröffnet Sportzentrum in Zenica (September 2013)
Am 2. September 2013 eröffnete UEFA-Präsident Michel Platini das neue hochmoderne Trainingszentrum des Fußballverbands von Bosnien und Herzegowina, das mit Mitteln der UEFA, der FIFA und der Stadt Zenica gebaut wurde. Neben Michel Platini und dem Präsidenten des bosnischen Fußballverbands, Elvedin Begić, gehörten zu den weiteren Ehrengästen aus der Region der Präsident des kroatischen Fußballverbands, Davor Šuker, und der Generalsekretär des Fußballverbands von Serbien, Zoran Laković. Ebenfalls dabei waren Ivica Osim, Jasmin Baković, Rodoljub Petković und die damaligen Trainer von Bosnien-Herzegowina, Safet Sušić und Borče Sredojević, sowie der ehemalige Mannschaftskapitän Emir Spahić, Senad Lulić und Vlado Jagodić (zu dieser Zeit Trainer der bosnischen U21), ehemalige bosnische Spieler Muhamed Konjić, Elvir Bolić, Vedin Musić sowie viele andere Persönlichkeiten.
Fußballakademie in Mostar (Januar 2015)
Am 20. Januar 2015 wurde das Projekt mit dem Titel „Projekat obnove sportskog centra u Mostaru za pomirenje u zajednici kroz promociju sporta“ angekündigt, was bedeutet, dass der SKC Kantarevac in Mostar gebaut und als neue Fußballakademie der Stadt dienen wird. Das Projekt wird von der japanischen Botschaft und Tsuneyasu Miyamotogesponsert und vor Ort von Ivica Osim, dem ehemaligen Manager der japanischen Fußballnationalmannschaft unterstützt.
Vico Zeljković zum Präsidenten gewählt (März 2021)
Am 16. März 2021 wurde Vico Zeljković, Präsident des Fußballverbands der Republika Srpska, zum Präsidenten des Verbands von Bosnien und Herzegowina gewählt.

## Management
Der bosnische Verband wird derzeit von folgenden Personen geführt bzw. vertreten:
Präsident Vico Zeljković,
Ehrenpräsident Ivica Osim,
Ehrenpräsident Elvedin Begić,
Generalsekretär Adnan Džemidžić
Weitere Vorstandsmitglieder:
Milorad Sofrenić,
Ivan Beus,
Muris Jabandžić,
Irfan Durić,
Mato Jozić,
Fuad Čolpa,
Milorad O. Lale,
Ivan Perić,
Azmir Husić,
Muhidin Raščić,
Midhet Sarajčić,
Dragan Soldo,
Miloš Brkić,
Žarko Laketa

## Aktuelle Cheftrainer
Nationalmannschaft Herren:
Sergej Barbarez
Nationalmannschaft Frauen:
Selver Hodžić

## Euro 2008
Der bosnisch-herzegowinische Fußballverband bewarb sich gemeinsam mit dem Kroatischen Fußballverband um die Ausrichtung der Euro 2008. Sie wurde aber an Österreich und die Schweiz vergeben.

## Die bosnisch-herzegowinische Premijer Liga
Die erste Saison der bosnisch-herzegowinischen Premijer Liga wurde bereits im Kriegsjahr 1994 zunächst im Turniermodus ausgespielt. Die 24 Mannschaften wurden dabei in vier Gruppen aufgeteilt, die ihre Spiele in der Stadt des Gruppenkopfes (in diesem Fall: Sarajevo, Jablanica, Tuzla und Zenica) innerhalb von zwei Wochen abhielten. Jeweils die beiden Gruppenersten qualifizierten sich für ein Viertelfinale, dessen Gewinner wiederum im Gruppenmodus die Meisterschaft ausspielten. Trotz vieler Unterbrechungen durch wiederholten Beschuss des Stadions in Zenica setzte sich das Heimteam NK Čelik Zenica gegen FK Sarajevo, FK Željezničar Sarajevo und NK Bosna Visoko durch. Die Mannschaft errang auch in den beiden folgenden Spielzeiten, die nun im Ligamodus ausgetragen wurden, die Meisterschaft.
1996 spaltete sich der bosnisch-herzegowinische Fußballverband in den Fußballverband der Republika Srpska (FSRS) und den Fußballverband der Föderation Bosnien und Herzegowina (NSF), die jeweils eigene Ligen gründeten. 2000 fusionierten die Verbände wieder und legten ihre jeweils höchste Spielklasse zusammen. In der ersten Spielzeit der gemeinsamen ersten Liga traten also zunächst 22 Teams gegeneinander an, bis heute wurde diese Zahl auf 16 reduziert. Die zweiten bis fünften Ligen sind nach wie vor zweigleisig konzipiert.
Am 1. April 2011 suspendierten FIFA und UEFA den NFSBIH vorläufig, da auf der NFSBIH-Generalversammlung am 29. März 2011 keine Mehrheit für eine Statutenänderung, wie sie von FIFA und UEFA gefordert wurde, erzielt werden konnte.

## UEFA-Fünfjahreswertung
Platzierung in der UEFA-Fünfjahreswertung:
(in Klammern die Vorjahresplatzierung). Die Kürzel CL, EL und CO hinter den Länderkoeffizienten geben die Anzahl der Vertreter in der Saison 2026/27 der Champions League, der Europa League sowie der Conference League an.
- 32.  (31)  Moldau (Liga, Pokal) – Koeffizient: 14.500 – CL: 1, EL: 1, CO: 2
- 33.  (41)  Island (Liga, Pokal) – Koeffizient: 13.520 – CL: 1, EL: 1, CO: 2
- 34.  (39)  Bosnien und Herzegowina (Liga, Pokal) – Koeffizient: 13.031 – CL: 1, EL: 0, CO: 3
- 35.  (36)  Armenien (Liga, Pokal) – Koeffizient: 12.250 – CL: 1, EL: 0, CO: 3
- 36.  (37)  Lettland (Liga, Pokal) – Koeffizient: 12.205 – CL: 1, EL: 0, CO: 3

Stand: Ende der Europapokalsaison 2024/25